# 石川久智
石川 久智（いしかわ ひさとも）は、戦国時代の武将。備中国の国人で、幸山城主。

## 出自
備中石川氏は元々備中国守護を務める細川備中守護家（総州家）のもとで備中守護代を務める一方で、備中国の一宮である吉備津神社の社務代職も兼務する有力者であった。戦国時代に入ると、細川勝久の死去に伴う細川備中守護家（総州家）の断絶により一時没落し、伊予国新居郡に逃れていたが、立石城の石川源三ら庶家の支えを受けて、天文2年（1533年）には石川幸久が幸山城を居城化し、窪屋・都宇・賀陽郡南部を影響下におく備中の有力国人となった。

## 経歴・人物

### 尼子氏の備中侵攻
天文8年（1539年）、出雲国の尼子晴久が備中国に侵攻し、庄為資らが籠る備中松山城を攻撃した。これに対し、細川晴元は阿波守護である細川持隆（氏之）の軍勢を備中国へ渡海させたが大敗している。この戦いにより、庄為資は国外に逃亡、石川家久らを初めとする備中国人達は尼子氏に帰順した。
しかし、天文9年（1540年）に吉田郡山城の戦いが始まって尼子軍の多くが備中から撤退すると、庄為資は再び備中に入国し、尼子氏に帰順していた石川家久父子を討ち取った。これにより備中石川氏の惣領家は途絶えたと考えられるが、庶流である忍山城の石川久忠（源三）や立石城の石川久智らがその後も勢力を備中南東部に残していた。

### 毛利氏傘下の国人として
天文20年（1551年）、大内義隆が家臣の陶晴賢の謀反によって殺害されると（大寧寺の変）、備中国では尼子方に帰順した庄為資と大内方に留まる三村家親・細川通董が対立した。安芸国の毛利元就は備中国全域が尼子氏の影響下になることを憂慮し、天文21年（1552年）9月には自ら出陣して庄為資の本拠である猿懸城に迫ったが敗北している。この時、忍山城の石川久忠（源三）は毛利氏と敵対していたが、弘治2年（1556年）、毛利氏の家臣である杉原盛重の軍が忍山城を攻略したことで没落する。一方で、立石城の石川久智は毛利氏との関係を背景に台頭し、備中石川氏惣領家の跡を継承して幸山城に移った。
永禄2年（1559年）3月に毛利元就・隆元父子は庄又六父子が籠る備中松山城を攻略、庄為資も降伏したことで、早期から毛利氏と連携していた三村家親が毛利氏の傘下として備中国の大半を掌握した。この時、石川久智は自身の嫡男・久式と家親の娘の間に婚姻関係を結ぶことで家親と連携し、備中国南東部の支配を確立した。
永禄6年（1563年）、備前国の浦上宗景が毛利氏から離反し、それに連動して没落した庄氏の残党が蜂起し石川領に侵攻したが、家臣の中島新左衛門尉の活躍により退けた。しかし、当時毛利元就は出雲国の尼子義久を攻めている最中であり、三村家親ら備中国人達も伯耆国に動員していたため積極的な攻勢には出られなかった。これ以降、石川氏は毛利・三村氏と浦上・宇喜多氏との戦争の最前線に立たされることになる。
永禄7年（1564年）、一旦帰国した三村家親が再び伯耆国に出陣したことを受け、浦上宗景は宇喜多直家に命じて備前国における毛利方の重要拠点である龍口城（龍ノ口城）を攻撃した。しかし、この時石川久智が配下の薬師寺氏や禰屋与七郎を龍口城に入城させており、三の丸まで侵入されるものの宇喜多軍を撃退することに成功している。その後も石川氏ら備中国人達と宇喜多軍は龍口城を巡って争うが、永禄9年（1566年）に三村家親が宇喜多直家により暗殺され、閏8月には石川氏配下で備中国境付近の生石城主・生石治家が宇喜多氏に寝返るなど戦況が一気に悪化する。
永禄10年（1567年）、宇喜多直家は松田元堅・伊賀久隆らと共に石川氏ら備中国人達の籠る龍口城を包囲した。この時、後詰として石川久智は出陣して妙善寺にて宇喜多直家勢と戦うが敗北し、中島加賀守、禰屋七郎兵衛らと共に討死した（明善寺合戦）。